# としまキッズパーク
としまキッズパークは、東京都豊島区東池袋四丁目にある豊島区立の公園である。サンシャインシティにほど近い造幣局東京支局跡地に、2020年9月に開園した。世田谷区の砧公園に次ぐ、障害の有無にかかわらず共に遊べる「インクルーシブ公園」である。

## 歴史
旧造幣局東京支局の周辺は木造住宅の密集地であり、豊島区町会連合会では1984年より跡地を防災公園として活用することを要望していた。2013年に造幣局の移転が決定。2015年に、豊島区はこれまでにも区内の防災公園整備の実績のある都市再生機構（UR）と基本協定書を締結。跡地3.2ヘクタールのうち1.7ヘクタールにはとしまみどりの防災公園（愛称：IKE・SUNPARK）、残りの土地の2/3は東京国際大学のキャンパスに活用し、1/3は暫定施設としてとしまキッズパークが整備される。2019年5月より防災公園の工事が始まり、2020年7月に部分開園。キッズパークは2019年10月より工事が始まり、2020年9月26日に開園した。同日より2024年1月31日までは、池袋駅周辺を巡回する路線バス「IKEBUS」が、キッズパークと防災公園の間のプロムナードに乗り入れ、「IKE・SUNPARK」停留所が設置されていた。
キッズパークの土地は豊島区がURから無償で借りており、開設期間は2024年12月末までの暫定施設である。将来的には、木造住宅密集地の改善に活用される計画である。

## 設備
本園のアクセスでもあるIKEBUSを手掛けたデザイナーの水戸岡鋭治が、パークのデザインも担当した。色彩は、バスと共通の「IKEBUKURO RED」と呼ばれる赤色を基調としている。敷地は幅53m×奥行約19mの1,000m2強。主な利用対象は小学校低学年までの子供とその保護者で、展望ブリッジや古本を活用したミニ図書館があり、園内を1周65mのミニSL「IKEDEN」が走る。障害のある子もない子も一緒に遊べることが本園の大きな特徴で、車椅子の子どもも座って遊べる砂場や、横転の心配のないブランコなどが整えられている。本園は暫定施設であるが、閉園後はミニSL等の遊具は別の公園で再利用する計画である。
利用は無料であるが、1時間ごとの入れ替え制で事前予約が必要である。区内には園庭のない保育園・幼稚園が数多くあり、平日午前中は園児たちの貸し切りで運用される。